# 李德葆
李德葆（1936年8月—2013年4月6日），男，浙江嘉善人，中华人民共和国政治人物。第七届全国人民代表大会代表。

## 生平
早年毕业于1959年毕业于浙江农学院植保系。次年入中国科学院微生物研究所进修。曾担任浙江农业大学教授，后升任副校长。1983年，担任浙江省人民政府副省长，并先后兼省教委主任，中国水稻研究所所长、教授、浙江农业大学校长。1993年，任浙江省第八届人大常委会副主任。